# Sinadole
Sinadole (in sloveno Senadole, in tedesco Sinadole o Sinadolle) è un paese della Slovenia, frazione del comune di Divaccia.

La località, che si trova a 473.5 metri s.l.m. ed a 18.5 chilometri dal confine italiano, è situata sul Carso.
Durante il dominio asburgico fu comune autonomo.
Dopo la prima guerra mondiale passò, come tutta la Venezia Giulia, al Regno d'Italia, inquadrato nella Provincia di Trieste, finché nel 1926 fu soppresso e aggregato a Senosecchia. Successivamente il territorio passò alla Jugoslavia e quindi alla Slovenia.

## Alture principali
Monte Cipollazzo (Čebulovica), mt 643